# Аскарова, Гульсум Зайнулловна
Гульсум Зайнулловна Аскарова (род. 20 января 1942) — советская колхозница, депутат Верховного Совета СССР Х созыва (1979—1984), депутат Стерлитамакского районного совета депутатов трудящихся Башкирской АССР.

## Биография
Гульсум Зайнулловна родилась 20 января 1942 года в деревне Семёнкино Аургазинского района БАССР в многодетной крестьянской семье. Окончила местную школу-семилетку, работала санитаркой на Нуримановской МТС. В 1959 году вышла замуж за Анвара Аскарова, уроженца села Нижние Услы Стерлитамакского района. В том же году стала работать в колхозе имени Салавата Стерлитамакского района. С 1966 года работала в дояркой в этом колхозе. Работала на нижнеуслинской молочно-товарной ферме до 1998 года, после чего вышла на пенсию.
В 1979 году была избрана депутатом Верховного Совета СССР Х созыва. Являлась членом мандатной комиссии Совета Союза. Избиралась депутатом Стерлитамакского районного совета депутатов трудящихся Башкирской АССР.

## Награды
- Орден Трудового Красного Знамени (1986)[1]
- Орден Трудовой Славы II степени (1981)[1]
- Орден Трудовой Славы III степени (1975)[1]
- Медаль «За трудовое отличие»[3]
- Серебряная и бронзовая медали ВДНХ СССР[1]
- Знаки «Ударник пятилетки» (9-я,10-я и 11-я)[3]
- Знаки «Победитель социалистического соревнования» (1973, 1974, 1977, 1978, 1979, 1980)[3]
- Заслуженный работник сельского хозяйства Республики Башкортостан (1997)[1]
- Почётная грамота Президиума ВС БАССР (1977)[2]
- Почётный гражданин Стерлитамакского района (1997)[1]